# Käldö, Lovisa
Käldö är en ö i Finland. Den ligger i Finska viken och i kommunen Lovisa i den ekonomiska regionen  Lovisa i landskapet Nyland, i den södra delen av landet. Ön ligger omkring 66 kilometer öster om Helsingfors.
Öns area är 1,62 kvadratkilometer och dess största längd är 2,5 kilometer i nord-sydlig riktning. Öns nordöstra del kallas Malmsundsudden och dess nordvästra Hummeldalsudden.